# Línea C03 (EMT Madrid)
La línea C03 (a efectos de numeración interna, 363) de la EMT de Madrid conecta entre sí Puerta de Toledo con Argüelles, en un trayecto que bordea Madrid Central por el este.

## Características

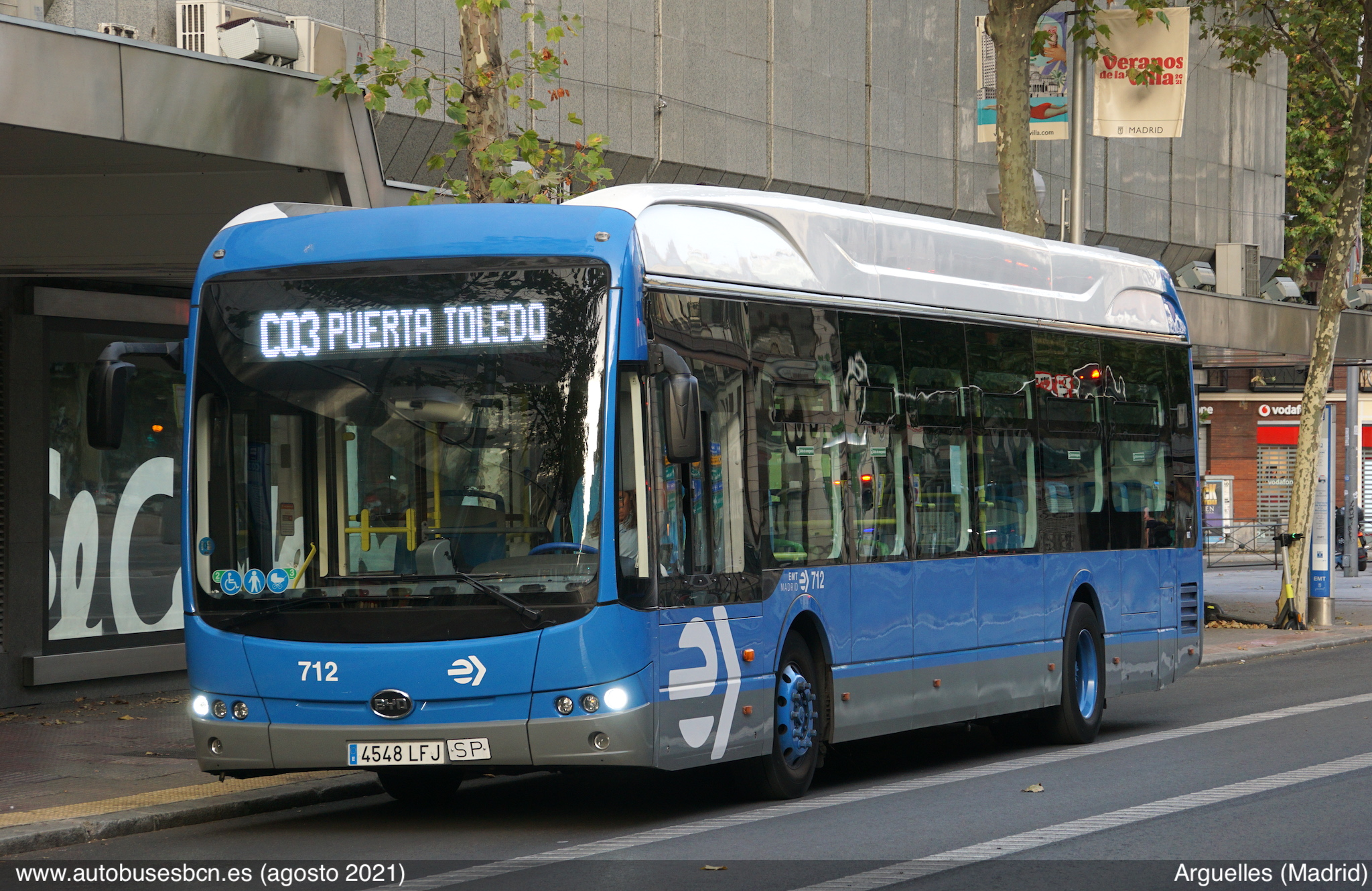
C03 en Argüelles, agosto de 2021.

Esta línea fue puesta en servicio el 15 de septiembre de 2020. Forma parte de las denominadas "líneas Cero", por lo que opera solamente con autobuses eléctricos, aunque a diferencia de las otras, es necesario pagar billete para usarla. Tiene una dotación de 8 autobuses de lunes a viernes y 6 autobuses los sábados, domingos y festivos.
Comparte cabeceras con la línea 002, que atraviesa el distrito Centro en lugar de bordearlo.

### Frecuencias
| Lunes a viernes laborables |               |
| De 7:00 a 8:00             | 14-19 minutos |
| De 8:00 a 22:00            | 12-16 minutos |
| De 22:00 a 23:00           | 15-18 minutos |
| Sábados laborables         |               |
| De 7:00 a 8:00             | 15-25 minutos |
| De 8:00 a 23:00            | 15-20 minutos |
| Domingos y festivos        |               |
| De 7:00 a 8:00             | 16-25 minutos |
| De 8:00 a 23:00            | 15-20 minutos |

### Material asignado
• ByD (hasta diciembre de 2022)
• Irizar i2/ieBus (desde diciembre de 2022)

## Recorrido y paradas
La línea discurre junto a otras líneas por todo su recorrido, y tiene correspondencia en todas sus paradas: entre Puerta de Toledo y Embajadores comparte recorrido con las líneas 60, 148 y C1/C2; entre Embajadores y Atocha, con las líneas 27, 34, 36, 119 y C1/C2; entre Atocha y Cibeles con las líneas 10, 14, 27, 34, 37, 45, E1 y 001; entre Cibeles y Colón, con las líneas 5, 14, 27, 45, 53 y 150; y por los bulevares, con las líneas 21 y 002.

### Sentido Argüelles
La línea inicia su recorrido en la Puerta de Toledo, desde lo que antes era la cabecera de la línea 3. Sale de la glorieta tomando la Ronda de Toledo, que recorre entera hasta llegar a la Glorieta de Embajadores, que cruza para tomar las Rondas de Valencia y Atocha. Llega a la Glorieta del Emperador Carlos V, que atraviesa para tomar el Paseo del Prado. Recorre por completo este paseo y el de Recoletos hasta llegar a Colón, donde gira a la izquierda para recorrer los bulevares, es decir, las calles Génova, Sagasta, Carranza y Alberto Aguilera. Antes de llegar a su cabecera de Argüelles, que comparte con la línea 002, toma la calle de Serrano Jover y una parte de Princesa.
| Código | Parada                           | Común con                | Conexiones con Metro y Cercanías | Otros |
| ------ | -------------------------------- | ------------------------ | -------------------------------- | ----- |
| 4870   | PUERTA DE TOLEDO                 |                          | Puerta de Toledo                 |       |
| 2358   | El Rastro                        | 41 60 148 C2             |                                  |       |
| 2356   | Embajadores-Ronda de Toledo      | 41 60 148 C2             | Embajadores                      |       |
| 321    | Embajadores-Ronda de Valencia    | 34 36 41 119 VAC-246     |                                  |       |
| 85     | Teatro Circo Price               | 27 34 36 41 119 C2       |                                  |       |
| 4985   | Reina Sofía                      | 34 C2                    | Atocha                           |       |
| 82     | Prado-Atocha                     | 10 14 27 34 37 45 E1 001 | Estación del Arte                |       |
| 5511   | Museo del Prado-Jardín Botánico  | 10 14 27 34 37 45 001    |                                  |       |
| 78     | Neptuno                          | 10 14 27 34 37 45 001    |                                  |       |
| 5443   | Cibeles-Ayuntamiento             | 14 27 37 45              | Banco de España                  |       |
| 72     | Cibeles-Casa de América          | 5 14 27 37 45 53 150     | Banco de España                  |       |
| 65     | Biblioteca Nacional              | 5 14 27 45 53 150        | Recoletos                        |       |
| 1232   | Metro Colón                      | 21                       | Colón                            |       |
| 1230   | Alonso Martínez                  | 21                       | Alonso Martínez                  |       |
| 1228   | Sagasta                          | 21                       |                                  |       |
| 1226   | Bilbao                           | 21 147                   | Bilbao                           |       |
| 1224   | Metro San Bernardo               | 21                       | San Bernardo                     |       |
| 1325   | Alberto Aguilera-Galileo         | 21 002                   |                                  |       |
| 1221   | Alberto Aguilera-Blasco de Garay | 21 002                   |                                  |       |
| 4137   | Princesa-Centro Comercial        | 002                      |                                  |       |
| 289    | ARGÜELLES (C/ Alberto Aguilera)  |                          | Argüelles                        |       |

### Sentido Puerta de Toledo
El recorrido de vuelta es igual al de ida pero en sentido contrario.
| Código | Parada                          | Común con                | Conexiones con Metro y Cercanías | Otros |
| ------ | ------------------------------- | ------------------------ | -------------------------------- | ----- |
| 289    | ARGÜELLES (C/ Alberto Aguilera) |                          | Argüelles                        |       |
| 1222   | Alberto Aguilera-Galileo        | 21                       |                                  |       |
| 1223   | Metro San Bernardo              | 21                       | San Bernardo                     |       |
| 2967   | Bilbao                          | 21 147                   | Bilbao                           |       |
| 1227   | Sagasta                         | 21 37                    |                                  |       |
| 1229   | Alonso Martínez                 | 21 37                    | Alonso Martínez                  |       |
| 5627   | Metro Colón                     | 21 37                    | Colón                            |       |
| 68     | Recoletos                       | 5 14 27 37 45 53 150     | Recoletos                        |       |
| 73     | Cibeles                         | 5 14 27 37 45 150        | Banco de España                  |       |
| 76     | Banco de España                 | 14 27 37 45 001          | Banco de España                  |       |
| 77     | Neptuno                         | 10 14 27 34 37 45 001    |                                  |       |
| 79     | Museo del Prado-Jardín Botánico | 10 14 27 34 37 45 001    |                                  |       |
| 81     | Prado-Atocha                    | 10 14 27 34 37 45 E1 001 | Estación del Arte                |       |
| 83     | Reina Sofía                     | 27 34 C1                 | Atocha                           |       |
| 84     | Teatro Circo Price              | 27 34 36 41 119 C1       |                                  |       |
| 320    | Embajadores-Ronda de Valencia   | 34 36 41 119 VAC-246     | Embajadores                      |       |
| 2355   | Embajadores                     | 41 60 148 C1             | Embajadores                      |       |
| 2357   | El Rastro                       | 41 60 148 C1             |                                  |       |
| 4870   | PUERTA DE TOLEDO                |                          | Puerta de Toledo                 |       |

## Galería de imágenes

Mapa zonal de la estación de metro de Embajadores con los recorridos de las líneas de autobuses, entre las que aparece el C03.
Mapa zonal de la estación de metro de San Bernardo con los recorridos de las líneas de autobuses, entre las que aparece el C03.